# Campeonato Mundial de Gimnasia Artística de 1991
El XXVI Campeonato Mundial de Gimnasia Artística se celebró en Indianápolis (Estados Unidos) entre el 6 y el 15 de septiembre de 1991 bajo la organización de la Federación Internacional de Gimnasia (FIG) y la Federación Estadounidense de Gimnasia.

## Resultados

### Masculino
| Evento                 | Oro | Plata                                                                          | Bronce |
| ---------------------- | --- | ------------------------------------------------------------------------------ | --- |
| Concurso completo ind. | Grigori Misutin Unión Soviética 59,050 pts.                                                                           | Vitali Sherbo Unión Soviética 58,850 pts.                                      | Valeri Liukin Unión Soviética 58,500 pts.                                                                             |
| Suelo                  | Igor Korobchinski Unión Soviética 9,875                                                                               | Vitali Sherbo Unión Soviética 9,800                                            | Daisuke Nishikawa Japón 9,787                                                                                         |
| Caballo con arcos      | Grigori Misutin Unión Soviética 9,912                                                                                 | Linyao Guo China 9,887                                                         | Jing Li China 9,875                                                                                                   |
| Anillas                | Grigori Misutin Unión Soviética 9,875                                                                                 | Andreas Wecker · Alemania · 9,862                                              | Jury Chechi · Italia · 9,837                                                                                          |
| Salto de potro         | Ok Ryul Yoo Corea del Sur 9,700                                                                                       | Vitali Sherbo Unión Soviética 9,699                                            | Yutaka Aihara Japón 9,631                                                                                             |
| Paralelas              | Jing Li China 9,862                                                                                                   | Igor Korobchinski Unión Soviética 9,825                                        | Linyao Guo China 9,812                                                                                                |
| Barra fija             | Chunyang Li · China / · Ralf Büchner · Alemania · 9,787                                                               |                                                                                | Vitali Sherbo Unión Soviética 9,775                                                                                   |
| Concurso por equipos   | Unión Soviética Vitaly Scherbo Grigory Misutin Valeri Liukin Igor Korobchinsky Valery Belenky Alexei Voropaev 584,425 | China Li Jing Li Chunyang Huang Huadong Guo Linyao Li Xiaoshuang Li Ge 577,050 | Alemania · Sylvio Kroll · Andreas Wecker · Ralf Büchner · Mario Franke · Jan-Peter Nikiferow · Andre Hempel · 576,125 |

### Femenino
| Evento                 | Oro | Plata                                                                                                   | Bronce |
| ---------------------- | --- | --- | --- |
| Concurso completo ind. | Kim Zmeskal Estados Unidos 39,848 pts.                                                                                         | Svetlana Boginskaya Unión Soviética 39,736 pts.                                                         | Cristina Bontaş Rumania 39,711 pts.                                                                        |
| Suelo                  | Cristina Bontaş Rumania / Oxana Chusovitina Unión Soviética 9,962                                                              | | Kim Zmeskal Estados Unidos 9,950                                                                           |
| Salto de potro         | Lavinia Miloşovici Rumania 9,949                                                                                               | Henrietta Ónodi · Hungría / · Oxana Chusovitina · Unión Soviética · 9,918                               | |
| Barras asimétricas     | Gwang Suk Kim Corea del Norte 10,000                                                                                           | Tatiana Gutsu Unión Soviética / Shannon Miller Estados Unidos 9,950                                     | |
| Barra                  | Svetlana Boginskaya Unión Soviética 9,962                                                                                      | Tatiana Gutsu Unión Soviética 9,950                                                                     | Elizabeth Okino Estados Unidos / Lavinia Miloşovici Rumania 9,900                                          |
| Concurso por equipos   | Unión Soviética Svetlana Boginskaya Tatiana Gutsu Tatiana Lysenko Oksana Chusovitina Rozalia Galiyeva Natalia Kalinina 396,055 | Estados Unidos Shannon Miller Kim Zmeskal Betty Okino Kerri Strug Michelle Campi Hilary Grivich 394,116 | Rumania Cristina Bontaş Mirela Pasca Lavinia Milosovici Vanda Hadarean Maria Neculita Eugenia Popa 393,841 |

## Medallero
| Núm. | País            | Oro | Plata | Bronce | Total |
| ---- | --------------- | --- | ----- | ------ | ----- |
| 1    | URSS            | 8   | 8     | 2      | 18    |
| 2    | China           | 2   | 2     | 2      | 6     |
| 3    | Rumania         | 2   | 0     | 3      | 5     |
| 4    | Estados Unidos  | 1   | 2     | 2      | 5     |
| 5    | Alemania        | 1   | 1     | 1      | 3     |
| 6    | Corea del Sur   | 1   | 0     | 0      | 1     |
| 6    | Corea del Norte | 1   | 0     | 0      | 1     |
| 8    | Hungría         | 0   | 1     | 0      | 1     |
| 9    | Japón           | 0   | 0     | 2      | 2     |
| 10   | Italia          | 0   | 0     | 1      | 1     |
|      | TOTAL           | 16  | 14    | 13     | 43    |